# Pelecopsis kalaensis
Pelecopsis kalaensis là một loài nhện trong họ Linyphiidae.
Loài này thuộc chi Pelecopsis. Pelecopsis kalaensis được miêu tả năm 1992 bởi Robert Bosmans & Abrous.